# Rathaus Gittersee

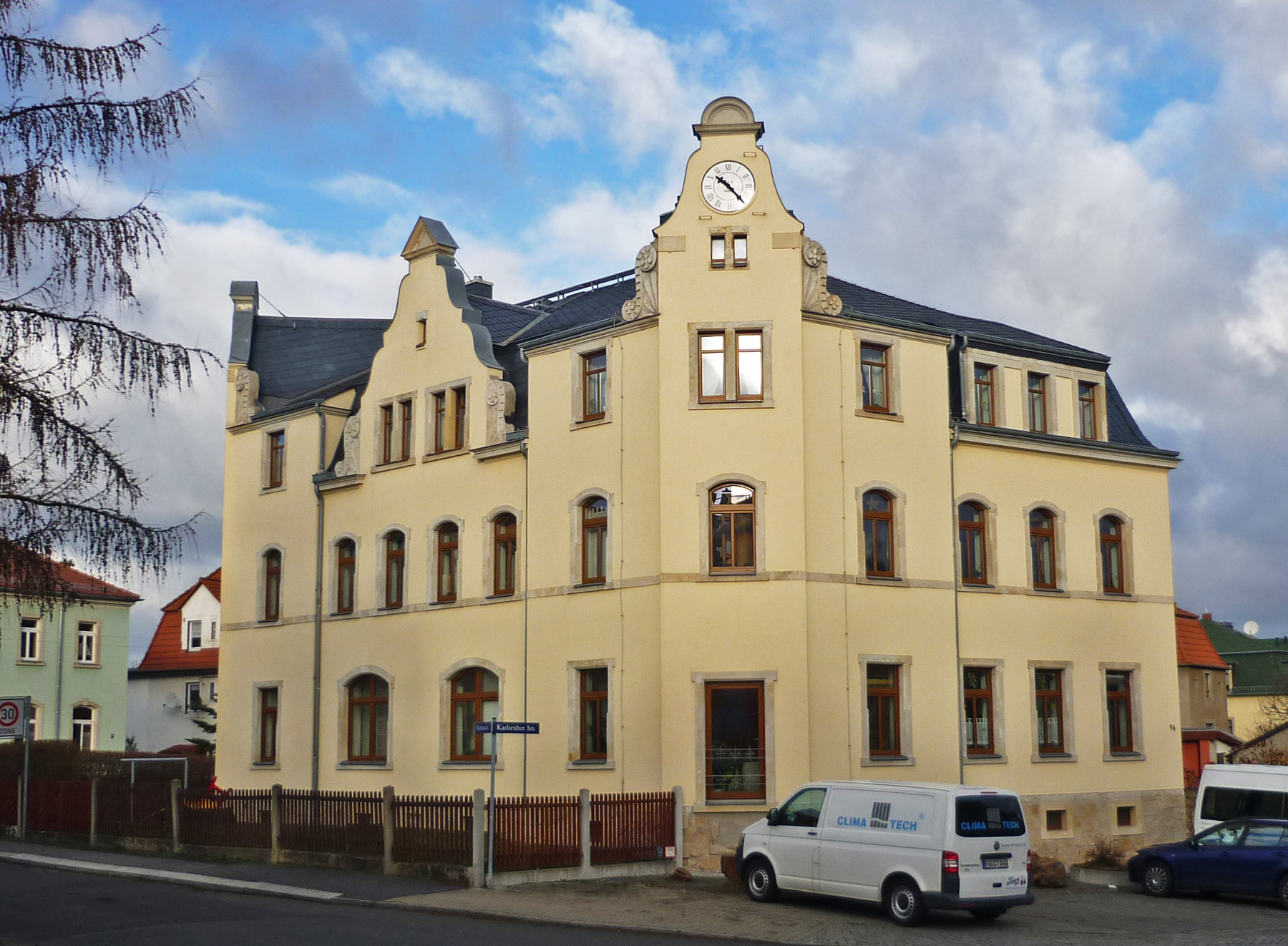
Das ehemalige Gemeindeamt von Gittersee (2014)

Das Rathaus Gittersee bestand von 1890 bis 1945 als Gemeindeamt der selbständigen Gemeinde Gittersee im Süden von Dresden. Das Eckgebäude an der Karlsruher- /Rathausstraße (Adresse 2023: Karlsruher Str. 96) wurde um 1890 errichtet. Nach der Eingemeindung von Gittersee nach Dresden wurde es bis 1993 von der Stadtsparkasse Dresden genutzt, seit 2007 ist es Wohnhaus.

## Geschichte
Das 1349 erstmals erwähnte Dorf Gittersee wurde viele Jahrhunderte – bis zum Jahr 1839 – ausschließlich durch Richter verwaltet, was für das kleine Bauerndorf bis Anfang des 19. Jahrhunderts auch genügte. Erst als um 1800 bei Gittersee Steinkohlevorkommen entdeckt worden waren, wandelte sich der Ort vom Bauerndorf zur Bergarbeitergemeinde; 1809 begann der Aufschluss des ersten Schachtes in Niedergittersee. Der Aufschwung nehmende Steinkohlenbergbau (1837 wurde der Gitterseer Steinkohlenbauverein mit drei von ihm betriebenen großen Schachtanlagen gegründet) widerspiegelte sich auch in größeren Infrastrukturmaßnahmen: Zwischen 1841 und 1844 wurde die Karlsruher Straße für die Kohlentransporte ausgebaut und 1857 die Windbergbahn gebaut.
Die wachsende Einwohnerzahl erforderte nach der 1839 erfolgten Bildung einer eigenständigen Gemeindeverwaltung (die zunächst, wie damals üblich, vor allem in den Räumen des jeweiligen Gemeindevorstandes untergebracht war) schließlich den Bau eines eigenständigen Gemeindeamtes. Um 1890 entstand ein Gebäude, häufig als Rathaus Gittersee bezeichnet (die entsprechende Querstraße von der Karlsruher Straße aus erhielt daher den Namen Rathausstraße), das die Gemeindeverwaltung und die Kaiserliche Reichspost (im Erdgeschoss des zur Karlsruher Straße parallelen Seitenflügels, später Poststelle, ab 1945 Postamt Dresden A 41) aufnahm sowie im Mansardgeschoss Wohnungen für Gemeindebedienstete enthielt, und bis 1945, der Eingemeindung von Gittersee nach Dresden, nur diesen Zwecken diente.
Nach 1945 übernahm das Gebäude die Stadtsparkasse Dresden in ihren Besitz und betrieb dort bis 1993 eine Filiale: Das Gebäude selbst blieb in der DDR-Zeit dadurch leidlich erhalten.
Die Sanierungsgeschichte ab 1990 bis 2007 ist jedoch eine, die in wesentlichen Teilen einerseits die Verhältnisse in den ostdeutschen Bundesländern widerspiegelt, andererseits ist die seit 2007 nunmehr vorhandene Wohnnutzung mit der Geschichte des Gebäudes nicht mehr verbunden, es wurde auch architektonisch geglättet. Nur ein einzelnes Element, die am Eckgiebel befindliche (und ebenfalls neue) Uhr erinnert auf den ersten Blick an das alte Gemeindeamt.

## Gebäude
Das dreigeschossige Eckgebäude, mit der heutigen Adresse Karlsruher Straße 96, wurde um 1890 in einer schlichten Form mit Anklängen an die Renaissance errichtet. Architektonisches Element in der Fassade zur Rathausstraße war ein vorgesetzter Schildgiebel, der mittig in der Fassade angeordnet wurde. Die Ecke wurde zweimal um 45° abgeschrägt und sowohl zur Rathausstraße als auch zur Karlsruher Straße hin das Mansarddach als Vollgeschoss ausgebildet. Die dadurch schräg zur Straßenecke stehende Ecke wurde mit einem weit über den First hinausragenden Eckgiebel betont, der nachträglich im obersten Teil mit einer Uhr versehen wurde.
Als eine der ganz wenigen Schmuckelemente wurden die Traufansätze mit Sandsteinvoluten und Schneckenmotiven und Sandsteinbekrönungen ausgestattet und ein umlaufendes Kranzgesims im ersten Obergeschoss angebracht. Die Ausführung mit Sandsteinfenstergewänden und die Sandsteinverblendung des Gebäudesockels war damals in Dresden und seinem Umland üblich. Die Fassade war glatt verputzt und ursprünglich rotocker gefärbt (dies entsprach den Vorgaben der Kaiserlichen Post), das Dach war mit Schiefer gedeckt.

Der Eingang befand sich auf der Rückseite des Gebäudes, der Eckgiebel besaß im Erdgeschoss ein Rankgitter bis in Höhe der ersten Etage.

## Sanierung nach 1990
Noch unmittelbar nach 1990 verlegte die Sparkasse ihren Haupteingang an den Eckgiebel, versah diesen mit einer monumentalen Zugangsanlage, auf die ein Aluminium-Glas-Pavillon aus industriegefertigten Teilen gesetzt wurde.
Da zumindest über die DDR-Zeit hinweg sparsame Investitionen in Dach und Fach geschahen, war dieser Altbau in vergleichsweise gutem Zustand, so dass der Verkauf 1993 versprach, eine erfolgreiche Modernisierung unter denkmalpflegerischen Aspekten zu werden.
Abgesehen davon, dass der neue Eigentümer die Gelegenheit nutzte, unmittelbar nach Erwerb Uhr, Zifferblatt und Läutewerk zu demontieren und vermeintlich zur Aufarbeitung zu verbringen und diesem ein fruchtloser Rechtsstreit bis 2005 folgte (die Originale sind seitdem verschollen und auch bis 2018 nicht aufgetaucht), wechselte das Gebäude in der Folge mehrfach den Eigentümer, die es – ohne wesentlichen Sanierungsfortschritt – immer wieder zu jeweils höheren Preisen weiterverkauften.
Erst um 2005 wurde die seit 1993 stagnierende Sanierung beendet, die Eingangsrampe zurückgebaut und der nunmehrige Eigentümer beschaffte auf eigene Kosten eine neue stilgerechte Uhr, die an dem seit 2007 ausschließlich als Wohnhaus genutztem Gebäude als einziges an seine ursprüngliche Nutzung erinnert.
Auf Grund dieser – auch leidvollen – Sanierungsgeschichte steht das Haus trotzdem weiter unter Denkmalschutz.